# Клінічний госпіталь Південного регіонального управління Державної прикордонної служби України
Клінічний госпіталь Південного регіонального управління ДПС України — військова частина 2254, є регіональним центром всієї південної дільниці державного кордону України.

## Історія
Одеський клінічний госпіталь був створений 31 серпня 1944 року в м. Кишинів і називався Окружний госпіталь Молдавського прикордонного округу. У червні 1945 року він був переведений в м. Ліпкани, а в вересні 1946 року до м. Одеси.
З 1946 року госпіталь функціонує як спеціалізований гарнізонний госпіталь Південно-Західного, а потім Західного прикордонного округу. Це обумовлено тим, що Одеський науково-дослідний інститут очних хвороб був на той час провідним медичним закладом з лікування очних хвороб і наслідків бойових травмувань очей. Спочатку у госпіталі були розгорнуті терапевтичне і хірургічне відділення, а з 1973 року — спеціалізоване відділення.
У 1950 році у госпіталі вперше було проведено операцію ушивання рани серця. Тоді ця операція врятувала життя прикордоннику строкової служби. У той час ще не було анестезіологічної служби, без якої проведення складних операційних втручань, тим більше на серці, було майже неможливим. З часом колектив об’єднався в єдину дієспроможну медичну команду, яка могла надати допомогу на найвищому медичному рівні за усіма лікувальними спеціальностями.
На сторожі охорони та зміцнення здоров’я особового складу прикордонників стоять близько 150 військовослужбовців та працівників, з яких понад 30 лікарів мають кваліфікацію лікаря вищої категорії.
Лікувально-профілактична робота організована у 10 відділеннях: приймальному, поліклінічному, хірургічному, терапевтичному, неврологічному, стоматологічному, рентгенологічному, фізіотерапевтичному, лабораторному, анестезіології, реанімації та інтенсивної терапії, а також діагностичних кабінетах. У листопаді 2000 року госпіталь отримав Ліцензію на медичну практику, а у 2001 році — пройшов акредитацію та отримав Сертифікат на вищу категорію.